# Braço Norte do Rio São Mateus
Braço Norte do Rio São Mateus är ett vattendrag i Brasilien. Det ligger i den sydöstra delen av landet, 900 km öster om huvudstaden Brasília.
Omgivningen kring Braço Norte do Rio São Mateus är huvudsakligen savann. Området är ganska tätbefolkat, med 90 invånare per kvadratkilometer.